# Maserot
Maserot (en hebreu: מעשרות) (en català: "delmes") és el 7è tractat de l'ordre Zeraïm (en català: "llavors") de la Mixnà i del Talmud. Analitza els tres diferents tipus de Maaser retirats de la producció agrícola.
S'analitzen els tipus de productes predisposats per al delme, així com les circumstàncies i el moment en virtut del qual esdevé una obligació realitzar el delme. En els temps bíblics, durant els sis anys del cicle agrícola – fins al setè any que és l'any sabàtic, en el qual no hi ha atribució de delmes, el Maaser Rishon (primer delme) era donat als levites, corresponent al 10 % de la collita. El Maaser shení (segon delme) era donat en el primer, segon, quart, i cinquè any, i equival al 10% per cent de la collita restant, després de retirat el Maasser Rishon. Era portat a Jerusalem per ser consumit o venut. Si era venut, el seu valor es feia servir per comprar fruita a Jerusalem, la fruita era posteriorment consumida en la ciutat.
La darrera categoria és el Maaser Aní (el delme del pobre) que era donat als pobres en el tercer, i el sisè any del cicle. Aquests darrers delmes són analitzats més profundament en el següent tractat, Maaser Shení. El setè any del cicle és designat Shemetià, i cap delme era atribuït, ja que la terra era deixada sense cultivar. Aquests delmes eren donats amb prou feines a aquests grups, i eren consumits a Jerusalem en l'època quan el Temple era a Jerusalem, i abans d'això, quan els jueus estaven en la diàspora. Aquests delmes eren pagables a Israel, doncs amb prou feines representaven un petit percentatge de la producció agrícola de la Terra d'Israel.